# Torrevecchia Teatina
Torrevecchia Teatina es una localidad de 3.880 habitantes en la provincia de Chieti.

## Evolución demográfica
| Gráfica de evolución demográfica de Torrevecchia Teatina entre 1861 y 2001 |
|                                                                            |
| Fuente ISTAT - elaboración gráfica de Wikipedia                            |

- Datos: Q51305
- Multimedia: Torrevecchia Teatina / Q51305

1. ↑  Worldpostalcodes.org, código postal n.º 66010.
2. ↑  «Codici Catastali». Comuni-italiani.it (en italiano). Consultado el 29 de abril de 2017.